# كريمة عبود

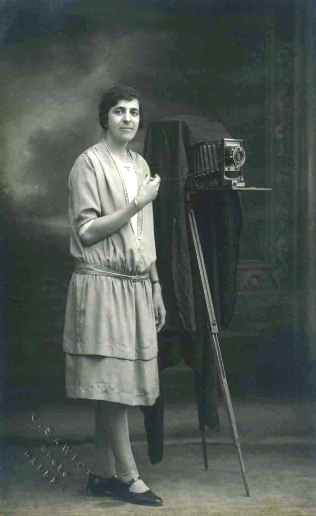
كريمة عبود

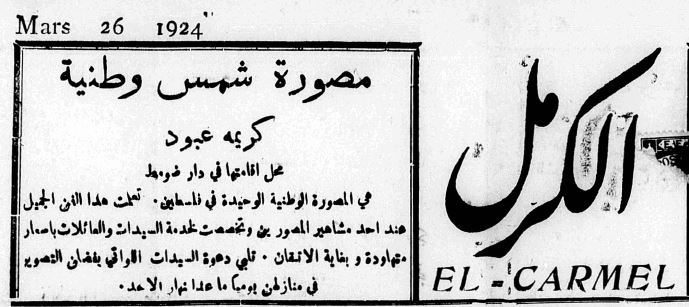
عن كريمة عبود في صحيفة الكرمل، 1924

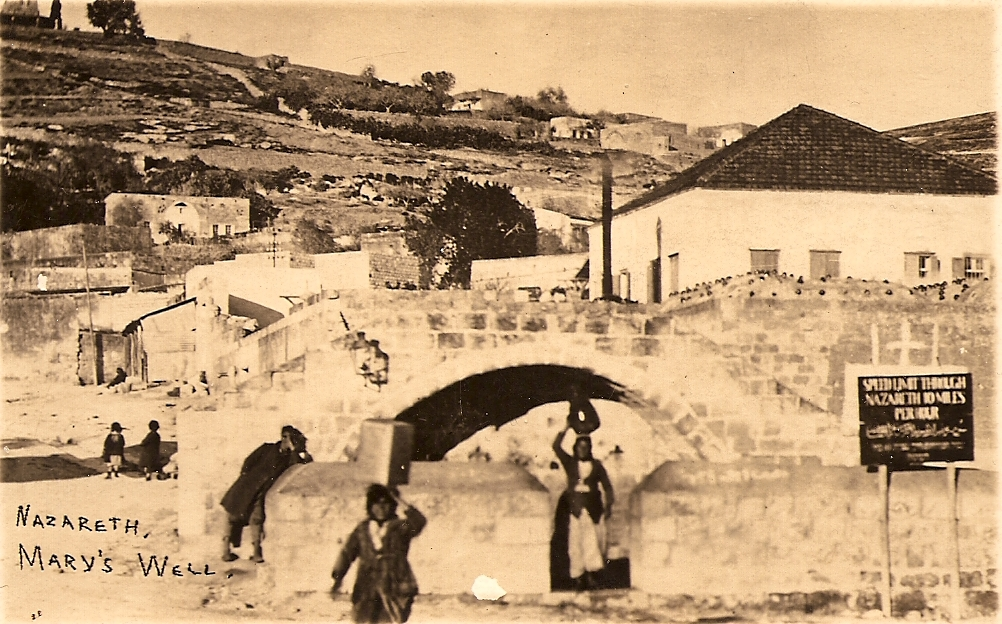
بئر عين العذراء في مدينة الناصرة سنة 1925 من تصوير كريمة عبود

كريمة عبود (18 نوفمبر 1896 - 1940) أول مصورة فلسطينية ولدت في الناصرة في فلسطين. ووالدها هو القس سعيد عبود، وهي تنحدر من عائلة ذات جذور لبنانية تعود إلى بلدة الخيام الجنوبية. وقد نزحت هذه العائلة إلى الناصرة في أواسط القرن التاسع عشر، ونشط بعض أفرادها في التبشير الإنجيلي.
في دراسة لمتري الراهب بعنوان كريمة عبود: المرأة خلف العدسة، أشار لجذور عائلة عبود التي تعيش في الناصرة وبيت لحم إلى منطقة مرجعيون في الجليل الأعلى- الجنوب اللبناني- من قرية الخيام وتنحدر من أسرة مارونية، وقصد الجد عبود مدينة بيت لحم عام 1890م وعمل مدرساً في المدرسة الإنجليزية وتنقل بين عدة وظائف، وولدت كريمة في بيت لحم بتاريخ 13/11/1893م.

## مهنة التصوير
في الناصرة تعلمت المراحل الأولية، وفي القدس المراحل الثانوية، والأكاديمية في بيت لحم مولد المسيح بينما تعلمت كريمة عبود حرفة التصوير لدى أحد المصورين الأرمن في القدس، وشرعت في ممارسة المهنة منذ عام 1913. وكان والدها أهداها آلة تصوير فتعلقت بها وراحت تلتقط الصور للمدن والأماكن الطبيعية والمعالم التاريخية، ولأبناء عائلتها والأصدقاء. ثم افتتحت استوديو لتصوير النساء في بيت لحم، وكان من شأن هذا الاستوديو أن أتاح للعائلات المحافظة تصوير النساء بلا حرج. ثم افتتحت مشغلاً لتلوين الصور وإكسابها لمعاناً وبريقاً، وفي تلك الأثناء كانت تلتقط الصور المختلفة للمدن الفلسطينية الخمس: بيت لحم وطبرية والناصرة وحيفا وقيسارية. وانتشرت صورها بالتدريج في منازل العائلات المترفة في دمشق والسلط وبيروت والشويفات. وأمكن العثور على مجموعة ثانية لها تعود إلى سنة 1913، وهي تتألف من صور التقطت داخل الاستوديو لنساء بأزيائهن الجميلة.

## دورها كمصورة
كان لكريمة عبود دور كبير في تلك المهنة التي كانت دخيلة على المجتمع العربي الشرقي، خاصة أن الكثير من العائلات المحافظة لم تكن تقبل بان تظهر على عدسات هذه الاختراع الغريب باستثناء بعض العائلات العريقة التي كانت تتبناها بالتصوير الجماعي وهو ما تثبته الصور القديمة لبعض عائلات القدس ويافا وحيفا وحتى غزة في أيام الانتداب البريطاني.

## إرثها
في صيف 2006، تم الإعلان عن البومات من تصوير كريمة عبود لدى جامع مقتنيات قديمة، وهو إسرائيلي من مدينة القدس.
وتوفيت ودفنت في بيت لحم تاركةً مئات الصور التي تجسد مرحلة هامةً في التاريخ الفلسطيني الحديث.
بقيت تلك المجموعة النادرة حبيسةً عند الباحث أحمد مروات من الناصرة حتى نشرها عام 2013 في كتاب تعاون فيه مع د. متري الراهب ود. عصام نصار، بعنوان (كريمة عبود: رائدة التصوير النسوي في فلسطين) عن دار ديار للنشر في بيت لحم.
ويضم الكتاب عدة دراسات منها دراسة الدكتور عصام نصار حول بدايات التصوير المحلي في فلسطين من وحي كريمة عبود بالإنجليزية وترجمته إلى العربية السيدة أليزا أجازريان.
ثمة دراسة ثانية كانت للباحث أحمد مروات حول قصة اكتشاف أول مصورة فوتوغرافية وجذور المصورة كريمة عبود، وجمع 4 ألبومات من الصور المذيلة بخاتمها وكانت تضم صور خمس مدن فلسطينية-بيت لحم ومعالمها كقبة راحيل وطبريا وشواطئها وأسواقها وكنائسها وجوامعها والناصرة وحيفا.
أما الدراسة الثالثة لمتري الراهب بعنوان كريمة عبود: المرأة خلف العدسة، حيث أشار لجذور عائلة عبود. أما الجزء الثاني من الكتاب ضم مجموعة صور من ألبومات كريمة عبود، حيث ضم 86 صورة شخصية و22 صورة لأطفال و8 صور لقسيسين ورهبان و51 صورة نسائية وعائلية و5 صور تراثية بالزي الشعبي والأدوات التراثية كدلال القهوة السادة والهاون والحُلي والمجوهرات الفضية والشطوة-غطاء الرأس التلحمية والناصرية وثلاث صور لمناظر طبيعية من بنايات، أسواق في الناصرة وخمس صور عائلية جماعية.
في 18 نوفمبر 2016 كرمتها جوجل بتصميم «دودل» يحتفي بها.